# Perditorulus pinguiscapus
Perditorulus pinguiscapus är en stekelart som beskrevs av Christer Hansson 1996. Perditorulus pinguiscapus ingår i släktet Perditorulus och familjen finglanssteklar. Inga underarter finns listade i Catalogue of Life.